# Klaus Schwarze
Klaus Schwarze (* 24. September 1940 in Gummersbach; † 18. September 2024 in Frechen) war ein deutscher Sportjournalist und langjähriger Leiter und Moderator der ARD-Sportschau. Er gilt als Erfinder der Auszeichnung „Tor des Monats“.

## Leben
Schwarze begann 1965 beim WDR in der Redaktion der Sportschau, der er bis 2006 angehören sollte. In seiner Anfangszeit erarbeitete er Nachrichten, Reportagen und Moderationen, war aber auch in der Regie und der Redaktion tätig. 1971 entwickelte er das Tor des Monats. Auf die Idee war er gekommen, als er 1970 in England bei der BBC Fußballspiele aufzeichnete und bearbeitete.
Von 1978 bis 1996 moderierte Schwarze die Sportschau. Dabei amtierte er 15 Jahre lang als deren Leiter, bevor er als ARD-Programmchef und Koordinator bei sportlichen Großereignissen fungierte, darunter die Fußball-Weltmeisterschaft 1994 und 1998 sowie die Fußball-Europameisterschaft 2000 und 2004 und die Olympischen Spiele 1996.
Besonderes Interesse hegte Schwarze für den Handball. Er begleitete über 20 Jahre hinweg als Reporter zahlreiche Handball-Großturniere und wurde auch als „Stimme des Handballs“ bezeichnet.